# Cecropia bullata
Cecropia bullata är en nässelväxtart som beskrevs av C.C. Berg och P. Franco Rosselli. Cecropia bullata ingår i släktet Cecropia och familjen nässelväxter. Inga underarter finns listade i Catalogue of Life.